# Jonas Portin
Jonas Portin [uitspraak: joenas portien] (Jakobstad, 30 september 1986) is een Finse voetballer, die als verdediger speelt. Hij maakte zijn debuut op het professionele niveau in 2005 bij FF Jaro. In juni 2009 verhuisde Portin naar Ascoli Calcio, Italië. De club komt op dit moment uit in de Serie B. Portin is ook een speler van Fins voetbalelftal onder 21. Zijn oudere broer Jens speelt ook professioneel voetbal, in Gefle IF.